# 班達·辛格·巴哈都爾

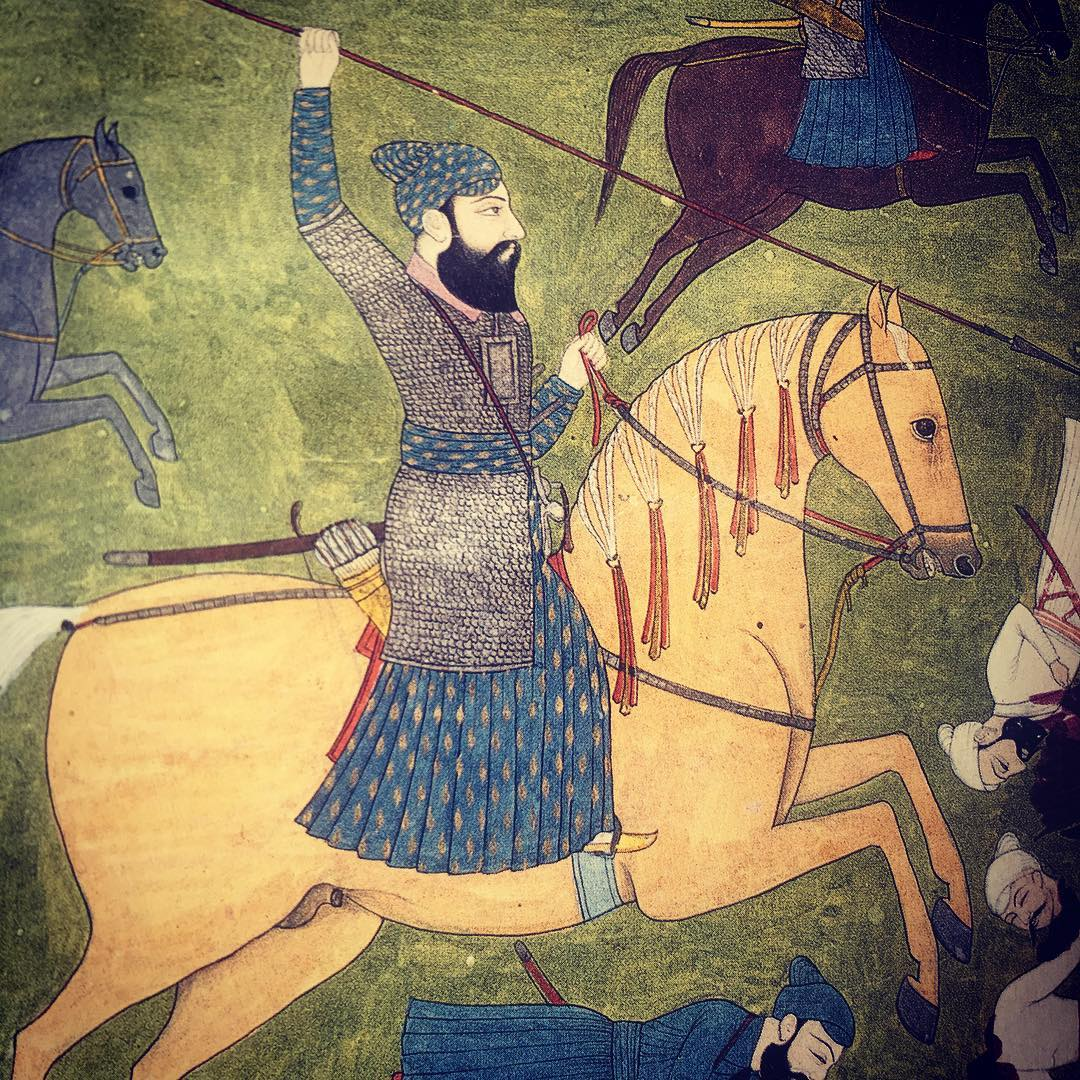
班達·辛格·巴哈都爾

班達·辛格·巴哈都爾（Banda Bahadur，1670年10月16日—1716年6月），印度錫克人的軍事領袖(他是拉其普特人)，1708年成為軍隊領袖的他，帶領錫克人於北印度地區抵抗蒙兀兒帝國，並獲得一定戰果。不過，卻於1716年6月，戰敗被殺。